# Rogelia Cruz
Rogelia Cruz Martínez (31 tháng 8 năm 1940 - 11 tháng 1 năm 1968) là một nhà hoạt động cánh tả Guatemala, người chiến thắng Hoa hậu Hoàn vũ năm 1958, và đại diện của Guatemala tham gia cuộc thi Hoa hậu Hoàn vũ 1959. Cô bị sát hại bởi một đội quân bán quân sự ở tuổi 27, được cho là do các hoạt động chính trị của cô.
Mẹ cô đến từ một gia đình trung lưu ở Chiquimula và cha cô thuộc về một gia đình giàu có ở thủ đô và làm việc với vai trò như một thợ xây dựng bậc thầy. Cô học tại Instituto Normal Central para Señoritas Belén và cũng được đào tạo với vai trò là một nữ vũ công ballet.
Cruz là sinh viên ngành Kiến trúc tại Universidad de San Carlos de Guatemala khi cô đoạt giải Hoa hậu Guatemala năm 1959. Cô học và làm việc tại một ngân hàng để hỗ trợ các chị em của mình. Trong cuộc biểu tình năm 1962 chống lại tướng Miguel Ydígoras Fuentes. Cruz bí mật gia nhập "Edgar Ibarra" Guerrilla Front và thực hiện công việc hành chính tại thủ đô. Năm 1965, quân đội tìm kiếm trang trại nơi cô sống với các chị gái của mình và tìm thấy vũ khí và các công cụ khác để đấu tranh vũ trang. Cô bị cầm tù, và sau khi rời nhà tù vài tháng sau, cô phải tìm một ngôi nhà mới và một công việc mới.
Cô bị bắt cóc vào tháng 12 năm 1967, và bị phát hiện đã chết vào ngày 11 tháng 1 năm 1968 ở một cây cầu gần Escuintla, Guatemala. Vụ giết người của Cruz khá rõ ràng với thế giới và dẫn đến một loạt các vụ giết người trả thù.